# Prélude et fugue en ré mineur (BWV 875)
Le Clavier bien tempéré II
Pour un article plus général, voir Le Clavier bien tempéré.
Le prélude et fugue en ré mineur, BWV 875 est la sixième paire extraite du second livre du Clavier bien tempéré, une collection de préludes et fugues de Jean-Sébastien Bach, compilé de 1739 à 1744.
Le prélude à deux voix, évoque un mouvement de concerto. La fugue à trois voix, combine les deux idées opposées dans son sujet : la virtuosité des triolets de doubles-croches et la sévérité d'un chromatisme descendant.

## Prélude
Le prélude noté 
, se déploie sur 61 mesures. Comme son frère de même tonalité du livre I, c'est une pièce de virtuosité, fait de gammes en doubles-croches, accords brisés et batteries, échangés aux deux mains. Les chevauchement de mains mesures 18 à 28, laisse penser que l'œuvre est destinée à un clavecin à deux claviers.

## Fugue
La fugue à trois voix, notée , totalise seulement 27 mesures. Le sujet remplit deux mesures. Il est structuré en deux éléments contrastés : tête en triolets de doubles-croches diatoniques montant et, après un saut de quarte, une longue traîne en croches, descendant chromatiquement à peine relevé d'une autre quarte ascendante à la fin. De ce somptueux matériel thématique, Bach n'exploite que peu ; il choisit la concision d'une forme ramassée où tout est achevé en 27 mesures. La composition est, contrairement au prélude, une œuvre de maturité.
Excepté à la mesure 9, Bach ne superpose pas les deux rythmiques bien tranchées qui compose le sujet. Le contre-sujet, bien distinct, se présente en doubles-croches montantes. Cette variété rythmique et mélodique est l'intérêt principal de la pièce. L'exposition de la fugue :
Dans le développement, le sujet est présenté en canon, dans son renversement : 
Le sujet se représente une dernière fois au soprano, avec son contre-sujet à la basse, avant les deux ré conclusifs sur un point d'orgue.

## Genèse
Il existe des versions du prélude datant les années 1720, contemporaines donc du premier livre.

## Manuscrits
Les manuscrits considérés comme les plus importants sont de la main de Bach lui-même ou d'Anna Magdalena. Ils sont :
- source « A », British Library Londres (Add. MS. 35 021), compilé dans les années 1739–1742[4]. Comprend 21 paires de préludes et fugues : il manque  ut  mineur, ré majeur et fa mineur (4, 5 et 12), perdues[4] ;
- source « B », Bibliothèque d'État de Berlin (P 430), copie datée de 1744, destinée à Johann Christoph Altnikol.

## Postérité
Théodore Dubois en a réalisé une version pour piano à quatre mains, publiée en 1914.
Eric Lamb (en) a réalisé un arrangement du prélude pour flûte, alto et violoncelle, enregistré pour le label Paladino en 2018 (PMR 0094).